# Manuel Seminario y Váscones
Manuel Baltazar Seminario y Váscones fue un político peruano. Fue parte de la familia Seminario de gran importancia histórica en el departamento de Piura durante el siglo XIX.
Nació en Piura, entonces aún provincia del departamento de La Libertad, Perú, en 1830. Hijo de Miguel Jerónimo Seminario y Jayme y de Juana Manuela de Váscones y Taboada. Casado con Julia Aramburú Duran, tuvo siete hijos de los que tres de ellos también fueron parlamentarios piuranos.
En 1874 fue elegido senador por el departamento de Piura junto con su tío Pablo Seminario y Echandía. Fue reelegido en ese cargo en 1876 y, luego, en 1879 durante la Guerra del Pacífico.
Murió en Lima y se encuentra sepultado en el Cementerio Presbítero Maestro.